# Montzéville
Montzéville is een gemeente in het Franse departement Meuse (regio Grand Est) en telt 165 inwoners (1999).
De plaats maakt deel uit van het kanton Clermont-en-Argonne in het arrondissement Verdun. Op 1 januari 2015 werd het met vijf andere gemeentes overgeheveld van het kanton Charny-sur-Meuse, dat op die dag werd opgeheven.

## Geografie
De oppervlakte van Montzéville bedraagt 18,3 km², de bevolkingsdichtheid is 9,0 inwoners per km².
De onderstaande kaart toont de ligging van Montzéville met de belangrijkste infrastructuur en aangrenzende gemeenten.

## Demografie
Onderstaande figuur toont het verloop van het inwonertal (bron: INSEE-tellingen).